# Indonesia Open 1984
Die Indonesia Open 1984 waren eines der Top-10-Turniere des Jahres im Badminton in Asien. Sie fanden vom 18. bis zum 22. Juli 1984 in Jakarta statt.

## Austragungsort
- Senayan Sports Hall

## Finalresultate
| Disziplin    | Sieger                        | Finalist                         | Ergebnis           |
| ------------ | ----------------------------- | -------------------------------- | ------------------ |
| Herreneinzel | Lius Pongoh                   | Hastomo Arbi                     | 15-5, 10-15, 15-13 |
| Dameneinzel  | Li Lingwei                    | Wu Jianqiu                       | 11-7, 11-4         |
| Herrendoppel | Christian Hadinata Hadibowo   | Rudy Heryanto Hariamanto Kartono | 10-15, 18-13, 15-7 |
| Damendoppel  | Nora Perry Jane Webster       | Wu Jianqiu Guan Weizhen          | 9-15, 18-16, 18-15 |
| Mixed        | Christian Hadinata Ivanna Lie | Martin Dew Gillian Gilks         | 15–12, 15–7        |